# Арабское танго
«О цветок грёз моих» (араб. يا زهرة في خيالي, йа заhратан фи хайали‎) — песня на арабском языке, сочинённая египетским композитором Фаридом аль-Атрашем и спетая им в фильме «Любовь моей жизни» (1947, араб. حبيب العمر‎).
Приобрела популярность в 1960-е годы в СССР, принеся всесоюзную известность узбекскому певцу Батыру Закирову, который впервые исполнил её в 1957 году на Всемирном фестивале молодёжи и студентов в Москве в составе ансамбля «Юность». Аранжировку сделал молодой композитор Ян Френкель.
В 1959 году была записана Закировым под названием «О светоч грёз моих (Арабское танго)» в сопровождении Эстрадного оркестра Узбекистана п/у Александра Двоскина и выпущена на «шеллачной» пластинке в 78 оборотов (10", 32336—7).